# Peder Bengtsson Gylta
Peder Bengtsson Gylta, född omkring 1443, död 24 april 1527 i Vadstena kloster, häradshövding, prästmunk. Han var häradshövding 1490–1499.

## Biografi
Peder Bengtsson Gylta var son till Bengt Gylta. En väg i Frufällan/Sparsör utanför Borås är uppkallad efter Peder Gylta. Därtill finns den sägenomspunna "Gyltas grotta", som 1853 blivit omskriven av författaren Anders Herman Bjursten, i en roman med samma namn.